# Ращеня, Илья Васильевич
Илья Васильевич Ращеня (бел. Ілья Васілевіч Рашчэня; род. 27 мая 1997, Минск) — белорусский футболист, защитник и полузащитник клуба БАТЭ.

## Биография
Воспитанник минского футбола. С 2012 года играл за младшие команды клуба «Звезда-БГУ» (позднее — «Энергетик-БГУ»), а с 2014 года стал выступать за основную команду клуба в первой лиге Беларуси. Провёл более 100 матчей. В 2018 году со своим клубом стал серебряным призёром первой лиги, однако в межсезонье был переведён в дубль. В первой половине 2019 года играл на правах аренды в чемпионате Крыма за клуб «Инкомспорт» (Ялта), который тренировал белорусский специалист Юрий Свирков. В мае 2019 года покинул клуб после увольнения Свиркова, всего сыграл 9 матчей.
В июле 2019 года перешёл на правах аренды в «Смолевичи», с которыми стал серебряным призёром первой лиги Беларуси и заслужил право на выход в высшую лигу. В январе 2020 года подписал постоянный контракт со «Смолевичами». Дебютный матч в высшей лиге сыграл 20 марта 2020 года против «Динамо-Брест». Однако тренерский штаб был недоволен грубой игрой футболиста (6 жёлтых карточек в 11 матчах) и конфликтным поведением вне поля, и в середине 2020 года клуб расстался с игроком. В дальнейшем в течение года игрок выступал в высшей лиге за «Слуцк».
Летом 2021 года перешёл в клуб российской ФНЛ «Волгарь» (Астрахань). В июне 2023 года покинул астраханский клуб по окончании срока действия контракта, перейдя в "Гомель".
За полтора года в составе «Гомеля» Ращеня провел 43 игры во всех турнирах и записал в актив 4 результативные передачи. В январе 2025 года стал футболистом борисовского БАТЭ.
Вызывался в юниорские сборные Беларуси. 11 ноября 2016 года вышел в стартовом составе молодёжной сборной Беларуси в матче против ровесников из Украины, но уже на 9-й минуте был заменён.